# 특징 공학
특징 공학(feature enginnering) 또는 피처 엔지니어링은 도메인 지식을 이용해 원자료를 가공하여 특징을 추출하는 작업이다.

## 과정
특징 공학 과정은 다음과 같다.
- 특징을 브레인스토밍하거나 테스트[3]
- 어떤 특징을 만들지 결정
- 특징 만들기
- 확인된 기능이 작업에 미치는 영향을 테스트
- 필요하다면 특징을 개선
- 반복

## 같이 보기
- 특징 학습
- 커널 메소드
- 도구 변수